# Кантелуп (Калвадос)
Кантелуп (фр. Canteloup) насеље је и општина у северној Француској у региону Доња Нормандија, у департману Калвадос која припада префектури Кан.
По подацима из 2011. године у општини је живело 199 становника, а густина насељености је износила 85,78 становника/km². Општина се простире на површини од 2,32 km². Налази се на средњој надморској висини од 38 метара (максималној 44 m, а минималној 24 m).

## Демографија
| 1962. | 1968. | 1975. | 1982. | 1990. | 1999. | 2011. |
| ----- | ----- | ----- | ----- | ----- | ----- | ----- |
| 93    | 103   | 126   | 181   | 180   | 166   | 199   |

График промене броја становника у току последњих година